# أندريه أونانا
أندريه زقانا أونانا (بالفرنسية: André Onana Onana)‏ (مواليد 2 أبريل 1996 –) هو لاعب كرة قدم كاميروني يلعب ك‍حارس مرمى لنادي مانشستر يونايتد الإنجليزي ومنتخب الكاميرون.
لعب أونانا في كأس القارات 2017 مع منتخب بلاده.

## الإنجازات

### النادي
أياكس
- الدوري الهولندي : 2018–19، 2020–21، 2021–22
- كأس هولندا : 2019
- كأس السوبر الهولندي : 2019
- الدوري الأوروبي الوصيف : 2017

 إنتر ميلان
- كأس إيطاليا: 2022–23
- كأس السوبر الإيطالي: 2022
- دوري أبطال أوروبا الوصيف: 2022–23

 الكاميرون
- كأس الأمم الأفريقية المركز الثالث: 2021[4]

### فردية
- أفضل حارس في أفريقيا عام 2018
- تشكيلة العام من الدوري الهولندي 2019
- تشكيلة العام من الكاف 2019

## روابط خارجية
- أندريه أونانا على موقع الاتحاد الدولي (مؤرشف)  (الإنجليزية)
- أندريه أونانا على موقع الاتحاد الأوربي (الإنجليزية)
- أندريه أونانا على موقع إي إس بي إن إف سي (الإنجليزية)
- أندريه أونانا على موقع قاعدة بيانات كرة القدم.إي يو (الإنجليزية)
- أندريه أونانا على موقع ليكيب (الفرنسية)
- أندريه أونانا على موقع ناشيونال فوتبول تيمز (الإنجليزية)
- أندريه أونانا على موقع Soccerbase.com (لاعب) (الإنجليزية)
- أندريه أونانا على موقع Soccerway.com (الإنجليزية)
- أندريه أونانا على موقع عالم كرة القدم.نت (الإنجليزية)
- أندريه أونانا على موقع كووورة